# Koljonselkä (del av Näsijärvi)
Koljonselkä är en del av sjön Näsijärvi i Finland. Den ligger i Tammerfors i landskapet Birkaland, i den södra delen av landet, 180 km norr om huvudstaden Helsingfors. Koljonselkä ligger 92 meter över havet.